# スウィート・チャイルド・オブ・マイン
「スウィート・チャイルド・オブ・マイン」（原題：Sweet Child o' Mine）は、ガンズ・アンド・ローゼズが1987年に発表したファースト・アルバム『アペタイト・フォー・ディストラクション』の収録曲。翌年8月にはシングル・カットされた。後に、シェリル・クロウによるカヴァーがグラミー賞を受賞しており、他にも様々なアーティストによってカヴァーされている。

## 背景
歌詞は、アクセル・ローズの当時のガール・フレンド（エヴァリー・ブラザースのドン・エヴァリーの娘）に捧げられたものである。
スラッシュによるアルペジオが印象的だが、本人は適当に弾いたフレーズだったと言い、後に「『スウィート・チャイルド・オブ・マイン』が書かれた時、俺に関する限りではジョークに過ぎなかった」「俺にとっては悪夢だった」と語っている。また、ギター・ソロも一発録りである。なお、スラッシュが2010年に発表したソロ・アルバム『スラッシュ』の「スーパー・デラックス・エディション」（2CD + DVD）には、アルター・ブリッジのマイルス・ケネディをボーカルに起用した「スウィート・チャイルド・オブ・マイン」のアコースティック・ライヴ音源が収録された。

## 反響
1988年にシングル・カットされると、自身初のBillboard Hot 100で1位を獲得した。
イギリスでは、1988年当時は全英シングルチャートのトップ100に8週連続でチャート・インして、最高24位止まりだったが、1989年に本作のリミックス・ヴァージョンを収録したシングルがリリースされると、3週連続でトップ10入りして最高6位に達するヒットとなった。アイルランドのシングル・チャートでは、1988年の時点では最高13位だったが、やはり1989年に再びチャート入りして最高4位に達した。オランダのシングル・チャートでは、1988年の時点で最高22位に達し、1989年8月に再びチャート・インして、9月30日付で前年の最高位を上回る20位に達した。

## 評価
『ローリング・ストーン』誌の選ぶ、「オールタイム・グレイテスト・ソング500」(2021年版)と「オールタイム・ベスト・ギター・ソング100」に於いて、それぞれ88位。と63位にランクイン。
2005年3月号の『Q』誌に掲載された「100 Greatest Guitar Tracks Ever!」では6位にランクインした。
2006年にはVH1の番組「The Greatest」における「80年代の最も偉大な100曲」という企画で7位にランク・インした。
2009年には、スラッシュによるギター・ソロが、『Guitar World』誌の選出した「500 Greatest Guitar Solos」で37位にランク・インした。
2010年1月17日に『デイリー・テレグラフ』が発表した記事によれば、イギリスのDVDレーベル「Indi Vison UK」が音楽ファンを対象に行った偉大なギター・リフを選ぶ調査で1位となった。2011年8月にギブソン公式サイトが発表した「'80年代の偉大な50曲」では2位にランク・インしている。

## 収録曲

### アメリカ盤7インチ・シングル（1988年）
1. Sweet Child O' Mine (Edit / Remix)
2. It's So Easy (Live at The Marquee, London, June 28, 1987)

### イギリス盤再発７インチ・シングル（1989年）
1. Sweet Child O' Mine (Edit / Remix)
2. Out Ta Get Me

## 他メディアでの使用例
アメリカ映画では『悪夢の惨劇』（1988年公開）、『ステート・オブ・グレース』（1990年公開）それぞれのサウンドトラックで使用された。同じくアメリカ映画である『ビッグ・ダディ』（1999年公開）、『俺たちステップ・ブラザース -義兄弟-』（2008年公開）、『ソー:ラブ&サンダー』（2022年公開）のサウンドトラックでは、ガンズ・アンド・ローゼズのヴァージョンに加えてシェリル・クロウによるカヴァーも使用された。

## カヴァー

### シェリル・クロウ
シェリル・クロウは、映画『ビッグ・ダディ』（1999年）のサウンドトラックに、リック・ルービンとの共同プロデュースによる「スウィート・チャイルド・オブ・マイン」のカヴァーを提供した。イギリスやオーストラリア等では、映画のサウンドトラック・アルバムからのシングルとしてリリースされ、アルバム『シェリル・クロウ』（1996年）からの2曲がカップリング曲として収録された。アメリカでは、クロウの所属レーベルであるA&Mレコードからプロモーション盤シングルがリリースされて、『ビルボード』誌のアダルト・トップ40で29位に達した。
クロウはこのカヴァーによってグラミー賞最優秀女性ロック・ボーカル・パフォーマンス賞を受賞した。このヴァージョンは後に、クロウのスタジオ・アルバム『グローブ・セッションズ』の再発CDにも追加収録された。

### その他
- テキサス - ライヴで演奏。1989年8月26日のライヴ音源は、イギリス盤マキシ・シングル「Alone With You」（1992年）のカップリング曲として公式に発表された[25]。
- B'z - Z'bとして1991年～1992年にかけてライブで演奏。2014年現在、未音源化。
- GELUGUGU - カヴァー・アルバム『COVER UP! CALL UP MEMORIES OF ONE'S YOUNGER DAYS. BACK TO THE 80's』（2007年）に収録。
- テイクン・バイ・トゥリーズ（英語版） - 2008年にシングルA面曲として発表[26]。
- 湯川潮音 - カヴァー・アルバム『Sweet Children O' Mine』（2009年）に収録。
- Sweet Vacation - カヴァー・アルバム『Cover the Vacation!!』（2010年）に収録。
- 竹内アンナ - EP『at TWO』（2019年）に収録。